# 劉易斯縣 (密蘇里州)
劉易斯縣（英語：Lewis County）是美國密蘇里州東北部的一個縣，東隔密西西比河與伊利諾伊州相望。面積1,323平方公里。根據美國2000年人口普查，共有人口10,494人。縣治蒙蒂塞洛 (Monticello)。
成立於1833年1月2日。縣名紀念美國獨立戰爭軍人查爾斯·劉易斯。